# SF Katerinīs Pierikos
El Syndesmos Filathlōn Katerinīs Pierikos (grec: Σύνδεσμος Φιλάθλων Κατερίνης Πιερικός), també conegut com a Pierikos Katerini, és un club esportiu grec de la ciutat de Katerini.

## Història

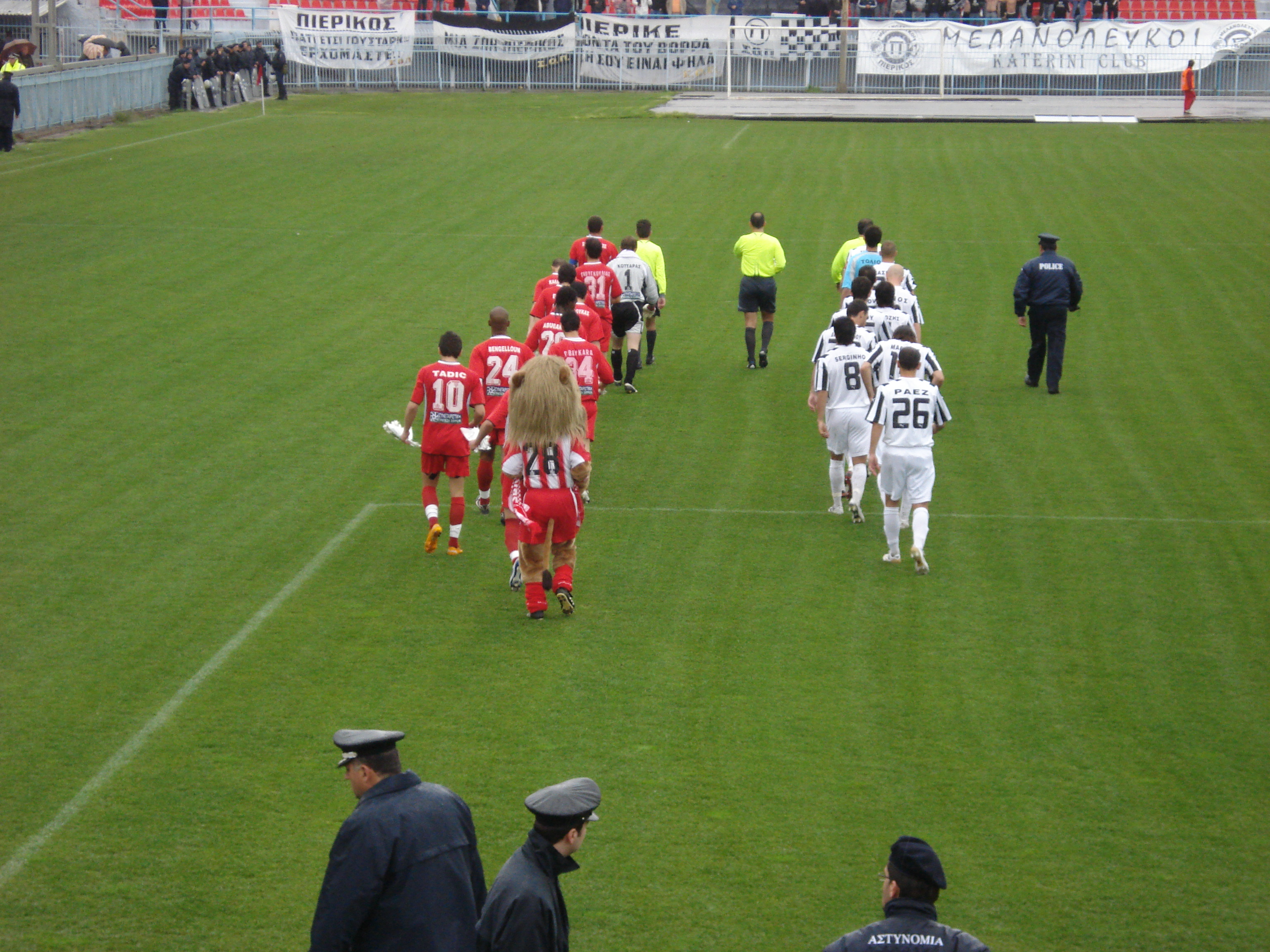
Pierikos el 2008

El club va ser fundat l'11 d'abril de 1961 amb la fusió de Megas Alexandros Katerinis (que significa Alexandre el Gran) i Olympos Katerinis. Va ser finalista de la Copa grega l'any 1963.

## Palmarès
- Segona divisió grega:
  - 1961-62,[3] 1974-75[4]
- Tercera divisió grega:
  - 1979-80, 2006-07
- Quarta divisió grega:
  - 2002-03,[5] 2004-05